# Eduardo Commisso
Eduardo Antonio Commisso Villalba (Avellaneda, 29 luglio 1948) è un ex calciatore argentino, di ruolo difensore.

## Carriera
Con l'Independiente vinse per due volte il campionato argentino (Metropolitano 1970, Metropolitano 1971), per quattro volte la Coppa Libertadores (1972, 1973, 1974, 1975), una volta la Coppa Intercontinentale (1973) e due volte la Coppa Interamericana (1972, 1974).

## Palmarès

### Club

#### Competizioni nazionali
- Campionato argentino: 2

Independiente: 1970, 1971

#### Competizioni internazionali
- Coppa Libertadores: 4

Independiente: 1972, 1973, 1974, 1975
- Coppa Intercontinentale: 1

Independiente: 1973
- Coppa Interamericana: 3

Independiente: 1972, 1974, 1975